# Visegrádgruppen
Visegrádgruppen, også kaldet Visegrádlandene og V4, er et samarbejde imellem de fire mellemeuropæiske stater Polen, Tjekkiet, Slovakiet og Ungarn. Visegrádlandene har et indbyggertal på omkring 65 millioner og et samlet areal på ca. 530.000 km².

## Navnet
Gruppens navn kommer af den ungarske by Visegrád ved Donauknæet. I 1335 afholdtes et møde i Visegrád imellem Johan af Luxemburg (konge af Bøhmen), Karl 1. af Ungarn og Kasimir 3. af Polen; dette møde har været historisk forbillede for den nutidige gruppe af lande.

## Historie
I Visegrád indgik de daværende grundlæggerstater Polen, Ungarn og Tjekkoslovakiet en samarbejdsaftale den 15. februar 1991. Aftalens formål var at stræbe efter, at så mange som muligt af de problemer, der var opstået efter opløsningen af Østblokken og Den Kolde Krigs afslutning, skulle løses i fællesskab. De tre oprindelige lande havde været medlemmer af Warszawapagten og Comecon. Udover den fælles interesse i at arbejde for medlemskab af EU og NATO og forstærket samarbejde på det kulturelle område, drejede det sig for Visegrádgruppen også om teknisk samarbejde og spørgsmål om nationale mindretal. Endnu et møde fandt sted i Visegrád den 6. oktober 1991. I november 1998 enedes staterne (hvoraf Tjekkoslovakiet siden 1993 var delt i Tjekkiet og Slovakiet) ved et møde i Budapest om at genoptage samarbejdet i form af regelmæssige halvårlige møder.

## Nutidige aktiviteter
Med virkning fra 14. maj 1999 oprettede landene Den Internationale Visegrádfond. Fonden finansieres af medlemmerne i fællesskab og understøtter bl.a. kulturelle netværk og uddeler årligt stipendier til studerende og forskere for at fremme akademisk udveksling.
Den fortsatte økonomiske integration i EU og tiltrækning af udenlandske investeringer er vigtige spørgsmål for Visegrádlandene. En fælles økonomisk politik imellem landene findes imidlertid ikke. Heller ikke i forhold til den europæiske integration er der enighed om fremgangsmåden; således har Slovakiet som det eneste af Visegrádlandene indført euroen. Alle fire lande tilstræber traditionelt tætte forbindelser imellem Europa og USA.
Trods medlemskabet af NATO er den kollektive sikkerhed fortsat et kerneanliggende for Visegrádgruppen, både som følge af det historisk anspændte forhold til Rusland og af aktuelle problemer som terrorisme og spørgsmål om grænsekontrol. Ved et møde den 12. maj 2011 i Levoča drøftedes muligheden af at opstille en fælles EU-kampgruppe fra 2016. Enheden skal have bataljonsstyrke og stå under Polens militære ledelse. Opstillingen af kampgruppen blev besluttet af forsvarsministrene på et møde i 2013 i Warszawa. Siden har også Ukraine tilsluttet sig V4-kampgruppen.
Visegrádsamarbejdet omfatter desuden delvist fælles diplomatiske repræsentationer i udlandet og en fælles migrationspolitik; i 2015 sendte Polen, Tjekkiet og Slovakiet embedsmænd til Ungarn for at bistå med grænsekontrollen under flygtningekrisen.
Den 15. februar 2016, på 25-årsdagen for grundlæggelsen af Visegrádgruppen, blev det fremhævet, at landene i fremtiden gerne vil optræde tættere sammen inden for EU. Tjekkiets regeringsleder, Bohuslav Sobotka, udtalte:
"I de seneste 25 år har V4 efter min opfattelse vist, at medlemsstaternes indflydelse i EU forstærkes, når de optræder i grupperinger. Nogle gange til gavn for én af staterne, andre gange til fælles gavn for alle fire lande. Det er en interessant regional gruppering, der er relativt indflydelsesrig. Den har fra begyndelsen haft sit eget koncept til løsning af flygtningekrisen."

## Visegrád Plus
Tjekkiets præsident, Miloš Zeman, meddelte på en pressekonference den 3. april 2014 i Sloveniens hovedstad Ljubljana, at også Slovenien og Østrig fremover skal deltage i møder i en udvidet Visegrádgruppe. Dagen efter meddelte Ungarns udenrigsministerium imidlertid ved sin talsmand, Gábor Kaleta, at der ikke er planlagt nogen udvidelse af Visegrádgruppen, og tilbageviste dermed Zemans tilbud til Slovenien og Østrig. På grund af Ungarns afvisende holdning mødtes Tjekkiet, Slovakiet og Østrig i stedet i det såkaldte Austerlitz-format ved et møde den 29. januar 2015 i Slavkov u Brna (Austerlitz) i Tjekkiet.